# Bateaux de pêche sur la plage
Les Bateaux de pêche sur la plage est une aquarelle de Vincent van Gogh conservée au musée de l'Ermitage de Saint-Pétersbourg. Cette œuvre représente des bateaux de pêche sur la plage des Saintes-Maries-de-la-Mer. Elle a été composée au crayon, à l'encre et à l'aquarelle par l'artiste en juin 1888. Elle reprend le sujet des Barques aux Saintes-Maries conservée au musée Van Gogh d'Amsterdam.
Cette aquarelle faisait partie de la collection du fils de Bernhard Koehler à Berlin, avant d'être saisie par l'Armée soviétique comme réparations de dommages de guerre, après la Seconde Guerre mondiale.